# Waddington
Koordinaten: 53° 10′ N, 0° 32′ W
Waddington ist eine englische Ortschaft in der Grafschaft Lincolnshire. Die Ortschaft liegt ca. 6 km südlich von Lincoln im Bezirk North Kesteven und hat 6086 Einwohner (Stand: 2001). Im Domesday Book wird die Ortschaft schon im Jahre 1086 erwähnt.

## RAF Waddington
In moderner Zeit ist der Ort hauptsächlich wegen des seit 1916 betriebenen Royal-Air-Force-Stützpunktes bekannt. In Waddington waren im Kalten Krieg britische Atombomber der V-Bomberflotte stationiert. Bis heute ist Waddington ein wichtiger Militärflugplatz der Royal Air Force.

## Söhne und Töchter der Stadt
- Bob Evans (* 1947), Automobilrennfahrer